# Albatrosi
Albatrosi (znanstveno ime Diomedeidae) so družina velikih morskih ptic iz reda cevonoscev, razširjena zlasti po južnih oceanih. Opisanih je 21 danes živečih vrst, ki jih združujemo v štiri rodove.

## Opis
So srednje veliki do veliki ptiči; največji predstavniki so med največjimi ptiči, ki še lahko letijo – ti merijo več metrov prek izredno dolgih in vitkih peruti, ki imajo dodaten prepogib, da jih lahko zložijo ob telesu med mirovanjem. Njihov rep je kratek, dokaj kratke in čokate so tudi noge, ki imajo plavalno kožico med prsti. Kljun je raven z zakrivljeno konico, podobno kot pri ostalih cevonoscih sta nosnici v obliki kratkih cevčic, saj si vohom pomagajo pri iskanju hrane na odprtem morju (za večino ostalih ptic voh nima bistvenega pomena). V operjenosti prevladuje bela, rjava in črna.
Prehranjujejo se z morskimi živalmi, ki jih pobirajo z gladine, potapljajo se ne. Glavonožci, ribe in njihova jajca, pa tudi kril predstavljajo poglaviten delež prehrane, v bližini kolonij pa tudi mrhovina. Znani so po elegantnem letu, pri katerem praktično ne zamahujejo s perutmi, zato potrebujejo stalen vzgonski veter, posebej za vzletanje. So monogamni, par ostane skupaj dolga leta, in imajo zaradi načina življenja tudi izredno dolgotrajno razmnoževanje: od začetka gradnje gnezda do osamosvojitve mladiča traja skoraj eno leto, zato imajo največ po enega mladiča vsako drugo leto. Gnezdijo v številčnih kolonijah po več tisoč osebkov na odročnih obalah, h katerim priletajo ponoči, da se izognejo plenilcem. Za zarod skrbita oba starša. Ko se mladič izvali, ga hranita izmenično, lahko s presledki po precej dni, saj preletita po več tisoč kilometrov v iskanju hrane zanj. Ko se mladič po štirih do devetih mesecih osamosvoji, se klati tudi do deset let preden spolno dozori in se vrne v kolonijo. Albatrosi so med najbolj dolgoživimi ptiči, dočakali naj bi do 80 let.

## Habitat in razširjenost
So pravi pelagični ptiči, ki preživijo skoraj vse življenje na odprtem morju in se vrnejo na obalo le za gnezdenje. Razširjeni so po južnih in severnih oceanih, kjer je dovolj vetra, razen severnega Atlantika, kamor zaidejo le občasno. Poleg tega v hladnejših morjih zaradi pojava apvelinga lažje pridejo do hrane. Ker so okrog ekvatorja toplejša morja brez stalnih vetrov, se severne populacije praviloma ne selijo južno in obratno, namesto tega se večina vrst seli okrog polov (cirkumpolarno). V dolgoletni študiji klateških albatrosov so ugotovili, da se mlajši ptiči sprva prehranjujejo z raznoliko hrano širom subtropskih morij, ko postanejo starejši pa se pričnejo vračati proti kolonijam na jugu, da si poiščejo partnerja, in spoznavati bogate vire hrane (predvsem krila) v hladnejših vodah, s čimer konkurirajo odraslim. Njihova ekologija se tako z odraščanjem spreminja, kot zgled za ontogenetski premik niše.

### Ogroženost in varstvo
Zaradi dolge življenjske dobe in počasnega razmnoževanja so ranljivi na človeške vplive. Ogroža jih ribolov s površinskimi parangali, na katere se ujamejo kot prilov, in vnos tujerodnih plenilcev na odročne otoke, kjer so ranljivi mladiči. Populacije skoraj vseh vrst so v zadnje pol stoletja upadle, zaradi česar so pri nekaterih nujni varstveni ukrepi. Od teh je znana zgodba o uspehu kratkorepi albatros, ki gnezdi le na nekaj otokih južno od Japonske. Kolonije so v prvi polovici 20. stoletja propadle zaradi lova in vulkanskih izbruhov, zato je vrsta veljala za izumrlo, nato pa se je v začetku 1950. let vrnilo nekaj deset osebkov, ki so se dotlej kot mladiči klatili po odprtem morju. Na račun zaščite in aktivnih varstvenih ukrepov se je populacija do danes povečala na več tisoč osebkov in se še povečuje.
Albatrosi in nekateri viharniki so predmet mednarodne konvencije (Agreement on the Conservation of Albatrosses and Petrels, ACAP), ki je stopila v veljavo leta 2004 in podpisnicam nalaga zmanjševanje prilova, varstvo kolonij in kontrolo vnešenih vrst plenilcev v okolici kolonij, predvsem na otokih.

## Etimologija
Sama slovenska beseda »albatros« je bila prevzeta iz nemščine ali angleščine. V angleščino je prišla prek portugalske besede »alcatraz«, ki se sicer nanaša na strmoglavca, tja pa iz arabskega izraza  al-qādūs oz. al-ḡaṭṭās za pelikana (dobesedno: »potapljač«); sprva je v angleščini označevala burnice, premik na albatrose naj bi se zgodil pod vplivom latinske besede  albus (»bel«), saj so burnice pretežno črne. Latinsko ime Diomedea, ki ga je albatrosom dal že Linné, je referenca na mitsko preobrazbo Diomedovih tovarišev v ptiče v grški mitologiji.

## Vrste
Od leta 1996 dalje so albatrosi razdeljeni v 4 rodove. Število vrst je še vedno predmet raziskav. IUCN in BirdLife International prepoznava 22 danes živečih vrst (v seznamu spodaj), ITIS prepoznava 21 (spodnjih 22 minus T. steadi), in raziskava iz leta 2004 predlaga znižanje števila na 13 (označene v oklepajih spodaj), in vključuje 14 tradicionalnih vrst minus D. amsterdamensis.
| Slika | Rod                            | Živeče vrste |
| ----- | ------------------------------ | --- |
|       | Diomedea Linnaeus, 1758        | - klateški albatros (D. exulans) - Antipodean albatross (D. (exulans) antipodensis) - Tristanski albatros (D. (exulans) dabbenena) - severni kraljevi albatros (D. (epomophora) sanfordi) - kraljevi albatros (D. epomophora) - Diomedea amsterdamensis (D. (exulans) amsterdamensis) |
|       | Phoebastria Reichenbach, 1853  | - kratkorepi albatros (P. albatrus) - črnonogi albatros (P. nigripes) - laysanski albatros (P. immutabilis) - Phoebastria irrorata (P. irrorata) |
|       | Thalassarche Reichenbach, 1853 | - falklandski albatros (T. melanophris) - plahi albatros (T. cauta) - sivoglavi albatros (T. chrysostoma) - rumenokljuni albatros (T. chlororhynchos) - indijski rumenokljuni albatros (T. (chlororhynchos) carteri) - Thalassarche bulleri (T. bulleri) - Thalassarche impavida (T. (melanophris) impavida) - Thalassarche steadi (T. (cauta) steadi) - Thalassarche eremita (T. (cauta) eremita) - Thalassarche salvini (T. (cauta) salvini) |
|       | Phoebetria Reichenbach, 1853   | - sajasti albatros (P. fusca) - svetlohrbti sajasti albatros (P. palpebrata) |